# تاريخ جمهورية الصين الشعبية (1949-1976)
غالبًا ما يُقسّم تاريخ جمهورية الصين الشعبية من قبل المؤرخين إلى (حقبة ماو) و (حقبة ما بعد ماو). استمرت حقبة ماو منذ تأسيس جمهورية الصين الشعبية في 21 أيلول من عام 1949 وحتى انقلاب دينج شياو بينج وتوحيد السلطة والسياسة في الجلسة العامة الثالثة للجنة المركزية الحادية عشرة للحزب الشيوعي الصيني بتاريخ 22 كانون الأول عام 1978. وكان التركيز في حقبة ماو يتجه نحو الحركات الاجتماعية لماو تسي تونغ التي أُنشأت منذ بداية الخمسينات والتي تضمنت الإصلاح الزراعي والقفزة العظيمة للأمام والثورة الثقافية.

## الثورة الاجتماعية في بداية خمسينات القرن العشرين
تأسست جمهورية الصين الشعبية على أرض دُمرت خلال قرن من الغزو الأجنبي والحروب الأهلية. شهدت كل من المجتمعات الحضرية والريفية والزراعة والصناعة على حد سواء نمواً ملحوظاً بين عامي 1949 - 1959. نفذت حكومة ماو عمليات إعدام جماعي لملاك الأراضي وأقامت الجمعيات ونفذت نظام معسكر (لاوجاي). أدت أحكام الإعدام والظروف القاسية في معسكرات العمل إلى وفاة الملايين في فترة حكم ماو.
من الناحية الاقتصادية نفذت البلاد النموذج السوفييتي لخطط السنوات الخمس مع خطتها الخمسية الأولى بين عامي 1953 - 1957. مرّت البلاد بتحول حيث تم نقل وسائل الإنتاج من القطاع الخاص إلى المؤسسات العامة، وسيطرت الدولة من خلال تأميم الصناعة في عام 1955 على الاقتصاد بطريقة مشابهة لاقتصاد الاتحاد السوفييتي.

## الحرب الكورية
دخلت جمهورية الصين الشعبية الجديدة في أول نزاع دولي لها بعد فترة وجيزة من تأسيسها. عبرت القوات الكورية الشمالية التابعة لكيم إل سونغ في 25 حزيران عام 1950 خط عرض 38 شمال وغزت كوريا الجنوبية وتقدمت في النهاية إلى حدود محيط بوسان في جنوب شرق كوريا. دخلت قوات الأمم المتحدة الحرب إلى جانب كوريا الجنوبية، واقترح الجنرال الأمريكي دوغلاس ماك آرثر إنهاء الحرب بحلول عيد الميلاد في عام 1950. ورأى الاتحاد السوفييتي والصين انتصار الأمم المتحدة كانتصار سياسي كبير للولايات المتحدة الأمريكية، وهو وضع يعتبر خطرًا في بدايات الحرب الباردة.

## الأحداث بين عامي 1953 - 1957
كانت الحرب الكورية مكلفة جدًا بالنسبة للصين خاصة في أعقاب الحرب الأهلية، وأدت إلى تأخير إعادة الإعمار بعد الحرب. ونتيجة لذلك أعلن ماو تسي تونج أن الأمة «ستميل إلى الشرق» مشيرًا إلى تحالفه الرئيسي مع الاتحاد السوفياتي. سافر ماو مع وفد إلى موسكو بعد ثلاثة أشهر من تأسيس جمهورية الصين الشعبية في تشرين الأول عام 1949. لم يستقبلهم ستالين حينها بحفاوة وشكك في كونهم ماركسيين وليس مجرد مجموعة من القوميين الصينيين. كان قد اعترف أيضًا بحكومة تشيانغ كاي شيك، فضلًا عن عدم ثقته بأي حركة شيوعية لم تخضع لسيطرته المباشرة. قال الزعيم السوفيتي بعد لقائه مع ماو: «أي نوع من الرجال ماو؟ يبدو أن لديه فكرة عن الثورة التي تضم الفلاحين وليس العمال». كان ماو محبطًا في النهاية ومستعدًا للعودة إلى وطنه، لكن رفض تشوان لاي الرحيل دون اتفاق رسمي. وهكذا تم التوقيع على معاهدة الصداقة الصينية السوفييتية المتبادلة وغادر الصينيون في شهر شباط من عام 1950.

## القفزة العظمية للأمام
| عدد الضحايا        | الباحث/الباحثون + المصدر | سنة التقدير |
| ------------------ | ------------------------ | ----------- |
| 23 مليون           | بينغ                     | 1987        |
| 27 مليون           | كول                      | 1984        |
| 30 مليون           | أستون وآخرون             | 1984        |
| 30 مليون           | بانيستر                  | 1987        |
| 30 مليون           | بيكر                     | 1996        |
| 32.5 مليون         | كاو                      | 2005        |
| 36 مليون           | يانغ                     | 2008        |
| 38 مليون           | تشانغ وهاليداي           | 2005        |
| 38 مليون           | رومل                     | 2008        |
| 45 مليون على الأقل | ديكوتر                   | 2010        |
| 43 حتى 46 مليون    | تشن                      | 1980        |
| 55 مليون           | يو شيغوانغ               | 2005        |

حظيت برامج ماو الاجتماعية والثقافية والاشتراكية ومنها التي تلك التي سلكت نزعة جماعية على ذروة شعبيتها إبَّان أوائل خمسينات القرن العشرين. إلا أنَّ العلاقات المتوترة بين الصين والزعيم السوفييتي الجديد نيكيتا خروتشوف والتناقضات الجديدة بين المدارس الصينية والسوفياتية الشيوعية ساهمت في إطلاق حملة جديدة متطرفة لإصلاح النظام الاقتصادي الصيني بكامله. تطور هذا الانقسام بعد وفاة ستالين في عام 1953 عندما هاجمه الزعيم السوفيتي الجديد نيكيتا خروتشوف. فاجأ (الخطاب السري) في عام 1956 العالم الشيوعي. ورفضت الصين استبعاد الأفكار الستالينية وعرضت لوحات كبيرة لستالين في احتفالات عيد العمال في ذلك العام. أعلن ماو أنه وعلى الرغم من بعض الأخطاء كان ستالين شخصًا ماركسيًا أساسيًا ذو نية حسنة. وشعر أن السوفييت لا يعاملون الصين كشريك متساوٍ. كما ساهمت الاختلافات الثقافية في تعميق الخلاف بين العملاقين الشيوعيين. فكرة خروتشوف عن التنافس السلمي مع الولايات المتحدة بدلاً من العداء الصريح لها لم تكن ذات صدى جيد مع بكين. قال ماو: «هل تعتقد أن الرأسماليين سوف يضعون سكاكين الذبح ويصبحوا تماثيل بوذية».
رفض ماو تسي تونغ بغضب اقتراح خروتشوف في عام 1958 بإنشاء أسطول صيني-سوفييتي مشترك لمواجهة الأسطول الأمريكي السابع وأخبر السفير السوفياتي بأنه: «إذا أردت التحدث عن التعاون المشترك فبإمكاننا أن نحقق تعاونًا مشتركًا في السياسة والجيش والمواضيع الثقافية والاقتصادية ويمكنك أن تصنع مننا قوة كبيرة». طلب ماو من رئيس الوزراء السوفيتي عندما زار بنفسه الصين في العام التالي مرة أخرى شرح ماهية الأسطول المشترك. وذكر أن السوفييت غير مرحب بهم في إرسال أي قوات على الأراضي الصينية في أوقات السلم وأضاف: «اسمعوا باهتمام، لقد عملنا لفترة طويلة وصعبة لطرد الأميركيين والبريطانيين واليابانيين وغيرهم. لن نسمح مرة أخرى للأجانب باستخدام أراضينا لتحقيق أهدافهم». كما اعتقد خروتشوف أن الصينيين كانوا أكثر لينًا من الدالاي لاما (الزعيم الروحي للتبت) وفشلوا في دعمهم في نزاعهم الحدودي مع الهند، قائلين أنَّ تلك المنطقة كانت «مجرد أرض قاحلة لا يعيش فيها أحد».
خرجت الصين عن النموذج السوفييتي في ظل قيادة ماو وأعلنت عن برنامج اقتصادي جديد تحت اسم «القفزة العظيمة للأمام» في عام 1958 التي هدفَت منه إلى زيادة الإنتاج الصناعي والزراعي للبلاد بسرعة. وأعلن ماو هدفه في مجال الإنتاج الصناعي بتجاوز إنتاج الصلب في بريطانيا العظمى بحلول عام 1968. وتم إنشاء الشركات التعاونية العملاقة. وأُعيد تشكيل جميع القرى الصينية في غضون عام تقريباً على شكل مجتمعات عاملة أو كوميونات شعبية تحوي عدة آلاف من الناس، حيث يعيشون ويعملون معاً كمجتمع ماركسي مثالي، واستخدمت الأفران اللافحة الصغيرة بدلاً من مصانع الصلب.
كانت نتائج البرنامج كارثية حيث تعطلت آليات السوق الطبيعية وتراجع الإنتاج الزراعي وأرهق الناس أنفسهم في إنتاج سلعٍ رديئة غير قابلة للبيع. وانتشرت المجاعات حتى في أكثر المناطق الزراعية خصوبةً نظراً للاعتماد على الحكومة في توفير وتوزيع الغذاء والموارد ونفاذها السريع نتيجه سوء التخطيط. وأدى كل من سوء التخطيط خلال عهد القفزة العظيمة للأمام في الفترة من عام 1960 حتى عام 1961 والحركات السياسية التي حرضت عليها الحكومة، بالإضافة إلى الكوارث الطبيعية وأنماط الطقس غير المعهودة إلى حدوث مجاعة كارثية وسقوط ملايين الضحايا، إلَّا أن جزء كبير من هؤلاء الضحايا لم يلقوا مصرعهم نتيجة المجاعات بل قُتلوا على يد السلطات الشيوعية أو نتيجة للظروف القاسية التي تعرضوا لها وهم يقومون بأعمال السخرة المفرطة. تُرجح مصادر أكاديمية عدة أن محصلة الضحايا الذين لقوا حتفهم بلغت ما يترواح من عشرين مليون حتى الأربعين مليون شخص. وكان الصلب الذي أُنتج في الأفران اللافحة الصغيرة بدرجات حرارة منخفضة عديم الفائدة. وبغض الفلاحين في نهاية المطاف افتقارهم لأي خصوصية والعسكرة التي كانوا يقضون أيامهم فيها.